# Nyangbo jezik
Nyangbo jezik (Tutrugbu; ISO 639-3: nyb), nigersko-kongoanski jezik uže skupine kwa, kojim gobori 6 400 ljudi (2003) na jugoistoku Gane.
Zajedno s jezicima avatime [avn] i tafi [tcd] čini jezičnu podskupinu Avatime-Nyangbo. pripadnici etničke grupe sami sebe nazivaju Batrugbu, a svoj jezik Tutrugbu. Glavno središte je Gagbeƒe, a ostala naselja su Agordome, Akorfafanami, Anyigbe, Emli, Fiaƒe, Konda, Kume, Odumase i Sroe.

## Vanjske poveznice
- Ethnologue (14th)
- Ethnologue (15th)